# کیومرثیان
کیومرثیان، گیومرثیان، کیومرثیه یا گیومرثیه یکی از گروه‌های دین مزدیسناست. اگر چه در دوره ساسانی، مذهب مزدیسنا یا دین زرتشتی مذهب رسمی بود، گروه‌هایی در میان پیروان زرتشت پیدا شد که معتقدات دیگری داشتند. یکی از آن‌ها دسته کیومرثیان بودند که عقیده داشتند اهریمن از شک هرمزد به وجود آمده‌ است، موافق این عقیده اهریمن مخلوق هرمزد است.
شهرستانی در کتاب الملل و النحل آورده‌است، کیومرثیه کسانی هستند که به تقدم گیومرث اعتقاد دارند. اینان به دو اصل قائلند: یزدان و اهریمن و می‌گویند که یزدان ازلی قدیم است و اهریمن محدث و مخلوق است  و می‌گویند که سبب آفرینش اهریمن این بوده است که یزدان در دل خود اندیشید که «اگر من منازعی داشتم، چگونه می‌توانست باشد؟» و این اندیشه بد و با طبیعت نور ناسازگار بود و از آن تاریکی به وجود آمد و اهریمن نامیده شد. طبع او شر و فتنه و فساد و گناه‌کاری و ضرر و زیان رسانی بود. او بر نور خروج کرد و با طبیعت و گفتار خود با آن به مخالفت برخاست. ستیز میان لشکر نو و لشکر تاریکی درگرفت. بعد فرشتگان به میانجیگری برخاستند و مصالحه‌ای برقرار کردند مبنی بر این که جهان فروردین در مدت هفت هزار سال از آنِ اهریمن باشد و پس از آن او جهان را رها کند و به نور واگذارد و کسانی را که پیش از این صلح، در جهان بودند، از میان بُرد و تباه کرد. بعد مردی به نام گیومرث و حیوانی به نام گاو پیدا شد. اهریمن هر دو را کشت. از جایی که این مرد افتاد (شاخه‌ای) ریباس رویید، و از ریشهٔ ریباس مردی به نام میشی و زنی به نام میشانه بیرون آمدند و این دو پدر و مادر بشر بودند؛ و از جایی که گاو افتاده بود، چارپایان و دیگر حیوانات روییدند.